# Nová Ves nad Lužnicí
Nová Ves nad Lužnicí là một làng thuộc huyện Jindřichův Hradec, vùng Jihočeský, Cộng hòa Séc.